# Мягких, Елена Васильевна
Елена Васильевна Мягких (укр. Олена Василівна Мягких; род. 23 декабря 1978 года, Киев, СССР) — украинская конькобежка, участница зимних Олимпийских игр 2002 года, 10-кратная чемпион Украины на отдельных дистанциях и 2-кратная в многоборье.

## Биография
Елена Мягких начала кататься на коньках в раннем детстве. В возрасте 14 лет стала соревноваться в юниорских соревнованиях, а через год и на взрослом уровне. В 1998 году выиграла чемпионат Украины на дистанциях 500 м и 3000 м, что позволило ей войти в национальную сборную. В 1999 году она дебютировала на чемпионате Европы в Херенвене, где заняла 25-е место в многоборье, а в марте победила на чемпионате Украины в многоборье и на дистанциях 3000 и 5000 метров.
В 2002 году Елена участвовала на зимних Олимпийских играх в Солт-Лейк-Сити, где заняла на дистанции 1000 м 35-е место, на 1500 38-е место и на 3000 м 31-е место. Её лучшим результатом европейских первенств было 19-е место в 2003 году на чемпионате Европы в Херенвене. 
В 2006 году она дебютировала на чемпионате мира в спринтерском многоборье в Херенвене и стала там 31-й,  а лучшим было 27-е место на спринтерском чемпионате мира в Москве в 2009 году. В декабре 2010 года завершила карьеру.